# (10374) Etampes
(10374) Etampes – planetoida z pasa głównego asteroid okrążająca Słońce w ciągu 3 lat i 102 dni w średniej odległości 2,21 j.a. Została odkryta 15 kwietnia 1996 roku w Europejskim Obserwatorium Południowym przez Erica Elsta. Nazwa planetoidy pochodzi od miejscowości Étampes we Francji. Przed nadaniem nazwy planetoida nosiła oznaczenie tymczasowe (10374) 1996 GN19.